# Логор Гонарс
Концентрацони логор Гонарс био је италијански фашистички концентрациони логор у Другом светском рату. Основан је 23. фебруара 1942. године код места Гонарс, које се налази у близини Палманове у северноисточној Италији.

## Историјат
Заточеници у концентрационом логору били су Словенци и Хрвати. При отварању логора, 5343 људи (међу њима 1643 деце) довезено је из околице Љубљане, те из логора Кампор и логора Мониго близу Тревизоа. Ово је био део политике етничког чишћења словеначких и хрватских територија (Љубљанска покрајина и Горски котар) које су италијански фашисти окупирали 1941. године.
Логор је затворен одмах након капитулације фашистичке Италије 8. септембра 1943. године. Грађевине су одмах уништене како би се затро сваки траг постојања логора и на том месту уређена ливада.
Миодраг Живковић је аутор споменика на месном гробљу 1973. године, који подсећа на 453 словеначке и хрватске жртве логора. Претпоставља се да је додатних 50 особа умрло од глади и мучења. Осим гробља нема других спомена о логору, а и многи мештани нису упознати о тој историји свога места.

## Галерија
- Део словеначког споменика жртвама логора
- Заједнички словеначко-хрватски споменик жртвама